# Happiness (The 1975)
Happiness è un singolo del gruppo musicale inglese The 1975, pubblicato il 3 agosto 2022 come secondo estratto dal quinto album in studio Being Funny in a Foreign Language.

## Tracce
- Download digitale

Testi e musiche di Matthew Healy, George Daniel, DJ Sabrina the Teenage DJ.
1. Happiness (Dance Floor Edit) – 3:55
2. Happiness – 5:04

## Video
Il videoclip della canzone è stato diretto da Samuel Bradley ed è stato pubblicato il 3 agosto 2022 in concomitanza con il singolo.

## Classifiche
| Classifica (2022) | Posizione raggiunta |
| ----------------- | ------------------- |
| Irlanda           | 65                  |
| Giappone          | 4                   |
| Nuova Zelanda     | 29                  |
| Regno Unito       | 46                  |
| Stati Uniti       | 20                  |